# بيلينكس
بيلينكس (بالإنجليزية: BeleniX)‏ هو توزيعة نظام تشغيل بُنيت باستخدام شيفرة أوبن سولاريس. في الأساس تعتبر التوزيعة إسطوانة حية LiveCD لكن من الممكن تنصيبها إلى القرص الصلب. بيلينكس جاء عن طريق جهود مبرمجين في قسم مهندسي الهند بشركة صن ميكروسيستمز في بنغالور بالهند، لكن المجتمع المطور للتوزيعة نمي بجهود العديد من الأشخاص من موظفي صن وغيرهم. وتعتبر التوزيعة من الجهود المميزة في البرمجيات الحرة بالهند.
يشير اسم بيلينكس إلى إله الضوء عند الكلت وهو بيلينس Belenus، وهو أيضاً موجود في شعار التوزيعة. يهدف بيلينكس إلى أن يكون توزيعة سهلة الاستخدام توضح بشكل جيد قوة أوبن سولاريس. يهدف أيضاً إلى تشجيع الابتكار عن طريق جلب مميزات جديدة وتحسينات في سهولة الاستخدام ومشاركة مجتمعية متزايدة. يوجد من التوزيعة إصدار لأقراص الدي في دي، ابتداءً من الإصدارة 0.5.1 في فبراير 2007، ومن الممكن أيضاً تنصيب التوزيعة على ذاكرة وميضية Flash Memory.